# Immoral Sisters
Immoral Sisters (愛姉妹?, Ai Shimai) è una serie di videogiochi eroge messi in commercio a partire dal 1994 da cui sono stati tratti tre OAV rispettivamente di 3, 2 e 2 episodi pubblicati tra il 2002 e il 2004.
Varie scene non rispettano rigorosamente l'ordine cronologico e sono vedute attraverso gli occhi di personaggi differenti, sono possibili inoltre diversi finali alternativi: il che consente narrativamente di avanzare e tornare indietro nel tempo per completare la vicenda là ov'era stata precedentemente interrotta.
La serie contiene espressioni amorose sia eterosessuali che lesbiche, a volte contemporaneamente: capita anche di vedere Tomoko e Rumi avere rapporti sessuali tra di loro mentre la madre a letto utilizza un dildo come strumento d'autoerotismo.

## Trama
La storia ruota attorno a Yukie, una donna ancora molto piacente, e alle sue due figlie adottive, Rumi e Tomoko. Alla donna capita un incidente stradale mentre il marito si trova lontano per un viaggio d'affari, ed è condannata a rimborsare l'altra parte coinvolta, in quanto la colpa ricade tutta sulle sue spalle, nella persona di Taketo.
Ora, questi è un bel giovane che invece di soldi richiede alla donna prestazioni sessuali: il padre del ragazzo è un imprenditore potente e corrotto, tanto da poter ricattar a piacimento la famiglia di Yukie. Lei e le due figlie adolescenti divengono allora oggetto delle prepotenti brame sessuali dei due uomini, i quali non ci pensano troppo a violentarle ripetutamente.
Il marito di Yukie era stato per qualche tempo affetto da una grave forma di impotenza (questo a causa della sua attrazione repressa nei confronti di Tomoko); la moglie, triste e sola da oramai diverso tempo, non può fare a meno di accogliere favorevolmente le rudi e molto virili attenzioni del bel Taketo (un impulsivo e un po' frustrato, incline a scoppi improvvisi d'eccitazione).
Yumi, la quale si trova fortuitamente a lavorare presso l'azienda del padre di Taketo, entra anche lei nel vortice emotivo e sensuale venutosi a creare col datore di lavoro. Ma al centro dell'intera vicenda sta Tomoko, la sorellina minore, una ragazzina così pura ed innocente da farsi amare e desiderare da molti: lei fa di tutto ciò c'è in suo potere per mantener unita e felice la famigliola, nonostante la mancanza di veri legami di sangue.

## OAV
| Nº                                      | Giapponese 「Kanji」 - Rōmaji                                | Edizione DVD      | Edizione DVD |
| Nº                                      | Giapponese 「Kanji」 - Rōmaji                                | Giapponese        |              |
| Ai Shimai                               |                                                              |                   |              |
| 1                                       | 「汚されたマドンナ」 - Yogosareta Madonna                    | 27 aprile 2001    |              |
| 2                                       | 「堕ちた優等生」 - Ochi ta Yūtōsei                           | 22 giugno 2001    |              |
| 3                                       | 「愛と悦楽に溺れて…」 - Ai to Etsuraku ni Oborete...         | 21 settembre 2001 |              |
| Ai Shimai 2 - Futari no kajitsu         |                                                              |                   |              |
| 4                                       | 「帰ってきた偏愛の父」 - kaette kita hen ai no chichi        | 28 febbraio 2003  |              |
| 5                                       | 「交錯する姉妹愛」 - kōsaku suru shimai ai                   | 23 maggio 2003    |              |
| Ai Shimai: Tsubomi... Yogoshite Kudasai |                                                              |                   |              |
| 6                                       | 「秋桜の緊縛される刻…」 - Akizakura no Kinbakusareru Koku... | 25 giugno 2004    |              |
| 7                                       | 「花園の蹂躙される刻…」 - Hanazono no Jūrinsareru Koku...    | 24 settembre 2004 |              |

## Doppiaggio
- Masayo Kurata: Tomoko Kitazawa
- Susumu Chiba: Taketo Nogawa
- Yū Asakawa: Rumi Kitazawa
- Kumi Sakuma: Yukie Kitazawa
- Yumi Takada: Yumi Okamoto